# La Pampa
La Pampa (Provincia de La Pampa) är en provins som ligger i centrala Argentina. Huvudstaden heter Santa Rosa.
Provinsen har en befolkning på 299 294 (2001) och har en yta på 143 440 km². La Pampa gränsar till provinserna San Luis, Córdoba, Buenos Aires, Río Negro, Neuquén och Mendoza.

## Administrativ indelning
Provinsen är indelad i tjugotvå departement, departamentos och med respektive departementshuvudstad.
1. Atreuco Department (Macachín)
2. Caleu Caleu (La Adela)
3. Capital (Santa Rosa)
4. Catriló  (Catriló)
5. Chalileo (Santa Isabel)
6. Chapaleufú (Intendente Alvear)
7. Chical Có (Algarrobo del Aguila)
8. Conhelo (Eduardo Castex)
9. Curacó (Puelches)
10. Guatraché (Guatraché)
11. Huncal (Bernasconi)
12. Limay Mahuida (Limay Mahuida)
13. Loventué (Victorica)
14. Maracó (General Pico)
15. Puelén (Veinticinco de Mayo)
16. Quemú Quemú (Quemú Quemú)
17. Rancul (Parera)
18. Realicó (Realicó)
19. Toay (Toay)
20. Trenel (Trenel)
21. Utracán (General Acha)